# Duende de Zaragoza
El duende de Zaragoza, también conocido como «el duende de la hornilla», se refiere a un acontecimiento «sobrenatural» ocurrido en Zaragoza (España) en 1934. En un piso del edificio de la calle Gascón de Gotor número 2 se oían risas malévolas y voces que parecían provenir de un hornillo de la cocina. El asunto llegó a las autoridades y fue noticia internacional. Nunca se llegó a saber cual era el origen de las risas y la casa fue derruida posteriormente.

## Acontecimientos
En la madrugada del 27 de septiembre de 1934 se oyeron unas potentes e inquietantes carcajadas en el edificio del número 2 de la calle Gascón de Gotor de Zaragoza. Los vecinos, desvelados, trataron de buscar el origen de la voz, sin conseguirlo.
Durante los siguientes días no hubo más incidente, hasta el 15 de noviembre, cuando la joven sirvienta Pascuala Alcocer se disponía a preparar la comida en el hornillo y oyó una voz que exclamó: «¡Por lo que más quieras, no enciendas, que me quemas!». La sirvienta llamó a su señora y tras escuchar de nuevo la voz, ambas huyeron del piso. Los vecinos, para asegurarse que no era una broma pesada, acudieron a la cocina y encontraron que la voz procedía de la chimenea de la casa. Decidieron llamar a las autoridades.
Las apariciones de la voz fueron empeorando, siendo cada vez más intensos y escalofriantes. Finalmente, la familia Palazón decidió llamar a la policía.

## Investigación
La policía llevó a cabo varias investigaciones sin éxito, siendo considerada la primera investigación oficial de un fenómeno paranormal en España. El juez Pablo de Pablos ordenó una vigilancia permanente en la vivienda y una investigación forense. Se levantaron suelos, revisaron conductos y todos los rincones de la casa. Incluso llevaron a cabo conversaciones con el duende:

Policía:—¿Quién eres? ¿Por qué haces esto? ¿Por dinero?

Duende:—No.

Policía:—¿Quieres trabajo?

Duende:—No.

Policía:—¿Qué quieres, hombre?

Duende:—Nada, no soy hombre.

El juez titular del juzgado número 3 de Zaragoza, Luis Fernando Oliván, investigó el asunto por su cuenta:

El primero que se enteró del asunto —evoca, con una sonrisa irónica bajo su bigotillo anglosajón— fue Fuembuena, que por entonces era redactor de «Diario de Avisos». La cosa fue a más y me tocó a mí entender del asunto. Yo, que nunca he creído en supercherías, enseguida me di cuenta de que allí había gato encerrado y comencé las pesquisas por mi cuenta. Normalmente, el duende sólo hablaba en la cocina y siempre a base de monosílabos, bisílabos y, como mucho, trisílabos. Por eso, preparé cuidadosamente la operación. Un día me fui acompañado de algunos directores de banco y el duende, que no, tenía un pelo de tonto, dijo textualmente: «ladrones». Como siempre hablaba en la cocina, un día me escribí una carta a mí mismo citándome a una hora determinada en la casa y se lo comuniqué a la Pascuala —que era la que estaba detrás de todo el embrollo— sólo minutos antes. Así pues, sólo lo podíamos saber ella y yo. Y en vez de convocarnos en la cocina, lo hicimos en el lavabo (y aún recuerdo —sonríe— que el padre de la chica me dijo que a ver si era formal). El duende habló, claro, y entonces veía claramente que era ella y así levanté acta, solucionándose el caso de una vez por todas. En realidad, aunque la chica había hecho prácticas parasicológicas, era evidente que se trataba de un caso de médicos. Y así fue como se le dio carpetazo a tan curioso asunto.
Andalán, 6 al 12 de marzo de 1981

Se cerró el caso considerando culpable a joven Pascuala Alcocer, alegando algún problema mental y a la ventriloquía, aunque el asunto nunca pudiese demostrarse definitivamente.

## Impacto mediático
El caso alcanzó una notoriedad considerable en la época, e incluso el gobernador de Zaragoza, Julio Otero Mirelis, afirmó haber oído con claridad la voz que dialogaba con quien entrara en la habitación.
La prensa de le época llenaba portadas con la noticia, llegando a ser noticia internacional.

Un irónico duende, que habla por la campana de una chimenea, tiene sobresaltados estos días a los habitantes de Zaragoza, los cuales se afanan de dar con la pista de la misteriosa voz. Un arquitecto y varios obreros han sido requeridos para trabajar sobre el terreno: han removido todo el piso e incluso han levantado el tejado, pero los trabajos han sido totalmente infructuosos. La policía trabaja activamente. No se ha podido impedir que grupos estacionados frente a la casa se destacasen varias personas y se lanzaran al techo, presas de gran alteración nerviosa, para buscar al duende. La policía se ha visto obligada a desalojar varias veces la puerta de la casa.
The Times, 27 de noviembre de 1934

Un parte de la prensa se tomó el caso con humor y el ABC llegó a publicar una persona bajo una sábana afirmando que era el duende de Zaragoza.

EL DUENDE ZARAGOZANOEn la calle Gascón de Gotor, en Zaragoza, se ha instalado «una voz misteriosa» que tiene revuelto al vecindarioPolicías, arquitectos, técnicos, ¡hasta el director del Manicomio!, en funciones
El fantasma que habla mas claro que "la voz de su amo" y tiene tan buena voz como Fleta [...]

El "fantasma" se caracteriza por su corrección y por lo morigerando de sus costumbres. ¡Se acuesta a las ocho! [...]

El fantasma debe ser un ser sensible [...]

¡Policías y técnicos! [...]

"El fantasma" contesta a las preguntas como su estuviese entre los presentes [...]

Lo que estima del caso el director del Manicomio [...]

"La voz misteriosa" ocasiona un conflicto de orden público [...]

¿Se trata de un reclamo? [...]
La Tierra, 23 de noviembre de 1934

¡Se ha presentado un Kamarrupa!
EN LA COCINA DE UNA CASA DE ZARAGOZA LA VOZ DE UN "DUENDE", NO BIEN EDUCADO, TRAE INQUIETOS A LOS VECINOS Y A LAS AUTORIDADES
Se ha montado un servicio de vigilancia para descubrir el misterio
Desde el primer momento ha intervenido la Policía, que ha practicado numerosos registros sin resultado alguno. Un
Inspectorde Policía entró en la cocina, y apenas había comenzado a hablarse oyó la voz del duende, diciendo:

— ¡Hola, señor inspector!

La voz sigue sonando casi incesantemente en la cocina de la casa. A un policía que entró en el departamento con la pistola apuntando al fogón, la voz misteiosa le dijo con gran ironía:

— No dispares que me vas a socarrar ...

[...]

Las anécdotas a base del "fantasma de la hornilla" se suceden y se comentan regocijadamente en toda la ciudad.
Ahora, 23 de noviembre de 1934 

EL DUENDE PARLANCHIN DE ZARAGOZA PARECE QUE ERA UN CAMELO
LA VOZ NO HA VUELTO A SER OIDA DESDE QUE SE MARCHARON  DE LA “CASA MISTERIOSA” SUS INQUILINOS, Y CON ELLOS LA CRIADA DE QUIEN SE SOSPECHABA
SE DESPRENDE DEL INFORME DE LOS FORENSES QUE SE TRATA DE UN CASO DE VENTRILOQUIA DE UN GUASON
El Liberal, 27 de noviembre de 1934

¡LOS DUENDES!
Después de dos días de descanso vuelve la voz
[...] Como la Policía habla retirado su vigilancia en vista de que una vez desalojada la casa hablan transcurrido más de cuarenta y ocho horas sin que la voz fuese escuchada, quedaron en la habitación del misterio uno de los vecinos de la casa y dos muchachos que llegaron ayer de Madrid uno y otro de Barcelona y que son parientes de uno de los inquilinos de la casa.

Según han manifestado, cuando estaban charlando animadamente en la cocina, de madrugada, la voz se oyó de nuevo, diciendo: "¡Aquí estoy ya, cobardes, cobardes!" La impresión que recibieron fué tremenda.
La voz, 27 de noviembre de 1934

EL "DUENDE" DESCANSALA VOZ MISTERIOSA HA PLANTEADO UNA HUELGA QUE DURA YA BASTANTES HORASNo obstante este silencio, el "fantasma" sigue siendo el tema de distracción de Zaragoza
El Heraldo de Madrid, 29 de noviembre de 1934

## Repercusiones
El 25 de noviembre de 1935 la una conocida médium, Asunción Jiménez Álvarez, trató que contactar con el duende en una sesión realizada en una casa del barrio de la Madalena. Tras intentar comunicarse, Jiménez se desplomó al instante y no se pudo reanimarla. Los médicos forenses se negaron a certificar la defunción, dejando el asunto en manos del juzgado.
De acuerdo al «investigador paranormal» Miguel Ángel Segura, la criada dejó la casa, pero las voces continuaron. Finalmente la familia Palazón también dejó la vivienda, siendo ocupada por la familia Grijalba. Al parecer, las voces continuaron conversando con todo el que pasase, sobre todo con el hijo de la familia, Arturo Grijalba Torre, de cuatro años. El duende dejaría de comunicarse en diciembre de 1935, gritando por última vez «¡Voy a matar a todos los habitantes de esta maldita casa!, ¡Cobardes, cobardes, voy a matar a los habitantes de esta maldita casa!».
El edificio fue demolido años después y se construyó uno nuevo que sigue en pie a 2025, con el nombre «Edificio duende».